# Reuschenberger See
Der Reuschenberger See ist ein durch Kiestagebau entstandener Baggersee in Reuschenberg, einem Stadtteil von Neuss. Heute wird der See besonders von Anglern genutzt.